# Station Hechthausen
Station Hechthausen (Bahnhof Hechthausen) is een spoorwegstation in de Duitse plaats Hechthausen, in de deelstaat Nedersaksen. Het station ligt aan de spoorlijn Lehrte - Cuxhaven. De spoorlijn van Hamburg naar Cuxhaven is over de volledige lengte dubbelsporig, behalve bij Hechthausen. Doordat de spoorbrug over de rivier de Oste enkelsporig is, heeft het station maar één perronspoor. Op het station stoppen alleen treinen van metronom.

## Treinverbindingen
De volgende treinserie doet station Hechthausen aan:
| Serie | Treinsoort               | Route                                                                                   | Bijzonderheden |
| ----- | ------------------------ | --------------------------------------------------------------------------------------- | -------------- |
| RE 5  | Regional-Express (Start) | Hamburg Hbf – Hamburg-Harburg – Buxtehude – Stade – Hechthausen – Otterndorf – Cuxhaven |                |